# Bócsa
Bócsa je selo u središnjoj Mađarskoj.
Zauzima površinu od 97,04 km četvornih.

## Zemljopisni položaj
Nalazi se u regiji Južni Alföld, na 46°36' sjeverne zemljopisne širine i 19°30' istočne zemljopisne dužine, 9 km južno od Vakiera (mađ. Soltvakert).
Selo je formirano 1906. izdvajanjem zaselaka Kisbócsa, Nagybócsa i Zöldhaloma iz Tázlára. 1949. je Kisbócsa i još nekoliko dijelova Bócse izdvojeno i uz dijelove još nekih sela je formirano selo Kaskantyú.

## Upravna organizacija
Upravno pripada kireškoj mikroregiji u Bačko-kiškunskoj županiji. Poštanski broj je 6235.

## Stanovništvo
U Bócsi živi 1866 stanovnika (2002.). 
Prema popisu iz 2002., narodnosni sastav je bio:
- Mađari - 98,8%
- Nijemci - 0,2%
- ostali - 1,2%

Prema vjeroispovijedi:
- rimokatolici - 73,4%
- luterani - 9,4%
- kalvinisti - 8,7%
- ostale vjere - 0,4%
- ateisti - 8,1%

## Poznate osobe
- obitelj Sárközy de Nagy-Bócsa

## Vanjske poveznice
- (mađ.) Bócsa a Vendégvárón  Arhivirana inačica izvorne stranice od 29. lipnja 2006. (Wayback Machine)